# Gideon von Numers
Gideon von Numers, född omkring 1647, död 24 mars 1708, var en svensk amiral.
Under Stora nordiska kriget seglade von Numers 1701 med fyra små skepp upp för Neva in i Ladoga, där han plundrade och brände, bland annat två kloster. Följande år slog han den ryska galärflottan på Ladoga, men eftersom samarbetet med landtrupperna haltade, hade dessa plundringståg inte någon militär betydelse. De ryska styrkorna aktade sig dock dessa år för att anfalla mot Neva vid öppet vatten. Då Nöteborg hösten 1702 och Nyen i maj 1703 förlorats kunde den svenska flottan inte längre hindra ryssarna från att uppföra försvarsanläggningar och skeppsvarv längs Ladogas och Nevas stränder.